# Laggarfalke
Der Laggarfalke (Falco jugger) ist eine Vogelart aus der Gattung der Falken (Falco). Ein anderer gebräuchlicher Name, vor allem von Falknern, ist Luggerfalke.

## Merkmale

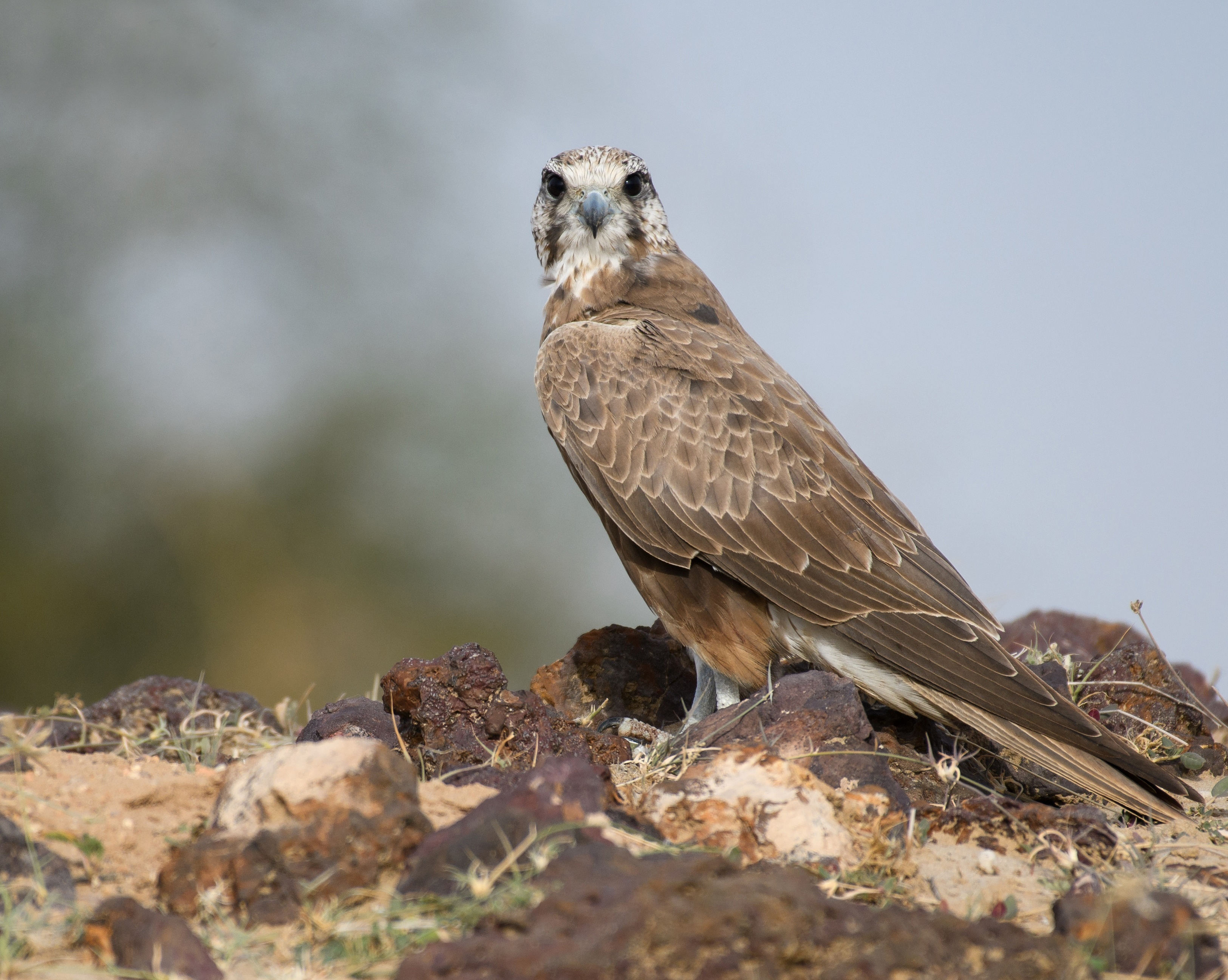
Juveniler Laggarfalke

Der Laggarfalke ist ein mittelgroßer Falke. Seine Gestalt entspricht der des Lannerfalken, mit dem er manchmal als konspezifisch angesehen wird. Die Körperlänge beträgt 39 bis 46 Zentimeter, die Spannweite 88 bis 107 Zentimeter. Der Schwanz ist 16 bis 21 Zentimeter lang. Bei adulten Vögeln sind die Deckfedern auf der Oberseite dunkelbraun und hellbraun gesäumt. Der Schwanz ist mittellang, die mittleren beiden Schwanzfedern sind einfarbig dunkel graubraun mit beiger Spitze. Scheitel und Nacken sind rostig weiß bis rötlich, weisen schwarze Scharfstrichel auf und werden von einem weißen Überaugen- sowie einem schwarzen Augenstreif nach unten begrenzt. Kehle und Vorderbrust sind weißlich. Die Brustseiten sind auf weißlichem Grund leicht gestrichelt; Bauch, Flanken und Hosen sind kräftiger gefleckt bzw. gebändert.  
Die Oberseite der Jungvögel ist ähnlich der der Altvögel gefärbt, jedoch sind Scheitel und Nacken braun. Die hinteren Wangen und der Augenstreif sind brauner und weniger scharf abgesetzt. Mit Ausnahme der weißen Kehle ist die Unterseite überwiegend dunkelbraun und variabel hell gefleckt. Die Wachshaut und der Augenring sowie zunächst auch die Füße sind graugrün.

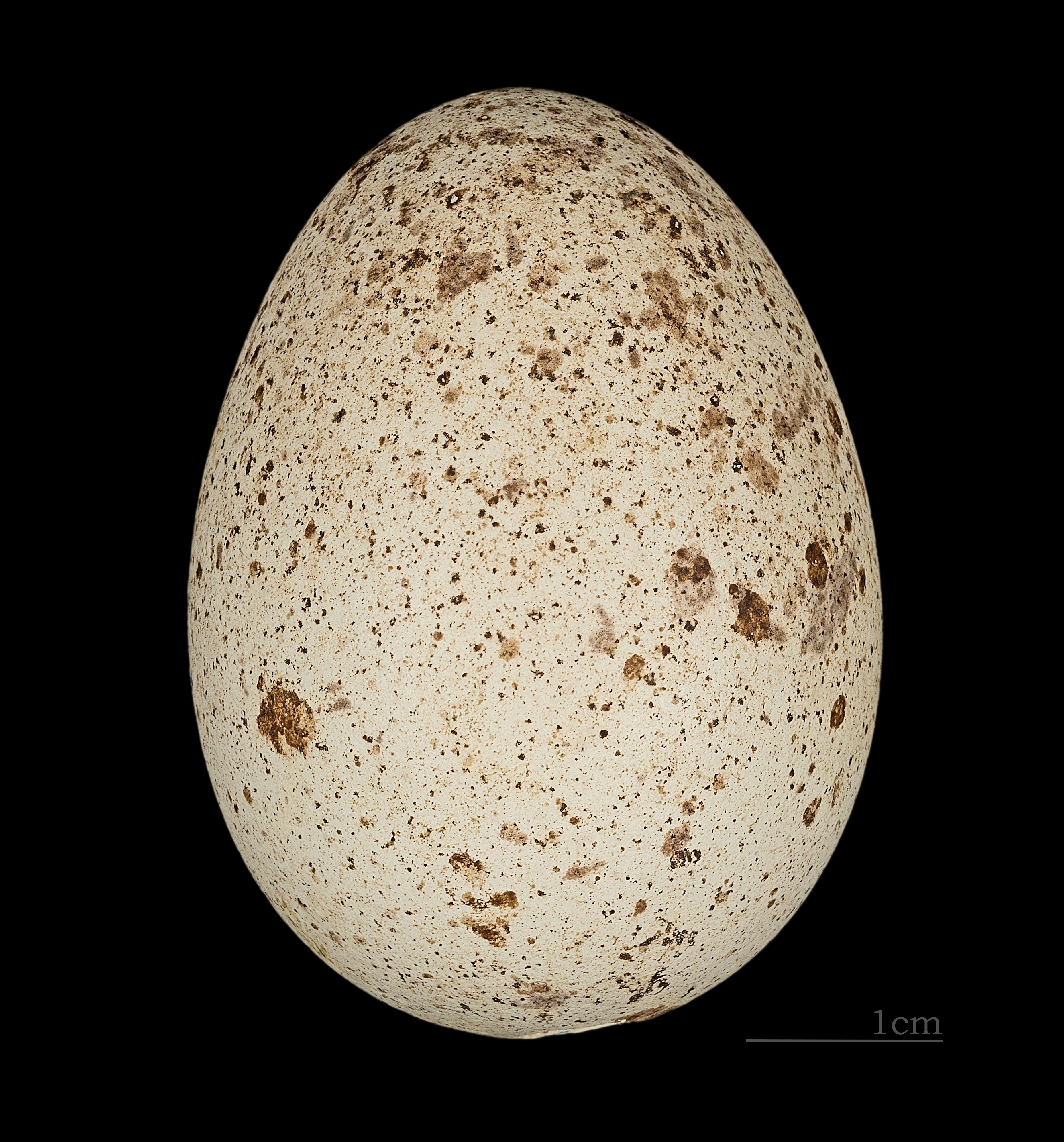
Falco jugger

## Vorkommen
Der Laggarfalke besiedelt trockenes, offenes Waldland, Ebenen, Kulturland und Halbwüsten sowie Städte, wenn dort Bäume vorhanden sind. Die Art kommt in der Regel nur in Höhenlagen bis 1000 Meter vor, nachgewiesen wurde sie bis 1980 Meter. Das Verbreitungsgebiet umfasst fast ganz Indien, Pakistan, Bangladesch, Nepal und Bhutan; ferner den extremen Südosten des Iran, den Süden Turkmenistans und den Südosten Afghanistans.

## Gefährdung
Der Bestand des Laggarfalken wird auf weniger als 100.000 Exemplare geschätzt. Die IUCN stuft die Art als "Near Threatened" (Art der Vorwarnliste) ein.

## Belege
- James Ferguson-Lees, David A. Christie: Die Greifvögel der Welt. Franckh-Kosmos-Verlag, Stuttgart 2009, ISBN 978-3-440-11509-1.
- NITTINGER, F.; HARING, E.; PINSKER, W.; WINK, MICHAEL & GAMAUF, A. (2005): Out of Africa? Phylogenetic relationships between Falco biarmicus and other hierofalcons (Aves Falconidae). Journal of Zoological Systematics and Evolutionary Research 43(4): 321–331.